# Angelica tarokoensis
Angelica tarokoensis là một loài thực vật có hoa trong họ Hoa tán. Loài này được Hayata mô tả khoa học đầu tiên năm 1921.